# Seville Hotel (Nueva York)
El Seville Hotel  es un hotel histórico ubicado en Nueva York, Nueva York. El Seville Hotel se encuentra inscrito  en el Registro Nacional de Lugares Históricos desde el 24 de febrero de 2005. Harry Allen Jacobs y Charles T. Mott fueron los arquitectos del Seville Hotel.

## Ubicación
El Seville Hotel se encuentra dentro del condado de Nueva York en las coordenadas 40°44′40″N 73°59′10″O / 40.744444, -73.986111.